# Diplotaxis ibicensis
Diplotaxis ibicensis là một loài thực vật có hoa trong họ Cải. Loài này được (Pau) Gomez-Campo mô tả khoa học đầu tiên năm 1981.